# Golden Pitons
Les Golden Pitons ou Golden Piton Awards (GPA), en français « Pitons d'or », sont un prix annuel récompensant les réalisations en escalade et alpinisme, décerné depuis 2002 par le magazine américain Climbing. Le prix fait référence aux pitons métalliques utilisés dans ces sports comme point d'assurage.
Cette récompense est parfois comparée aux Piolets d'or français, et suspectée de récompenser principalement les grimpeurs américains. Les Pitons d'or sont attribués, selon les réalisations de l'année précédente, dans plusieurs catégories parmi les suivantes : glace, escalade sportive, escalade traditionnelle, escalade en fissure, alpine (alpinisme), Breakaway Success (succès exceptionnel), bloc, big wall en libre, compétition, communauté, carrière. À d'autres réalisations significatives sont attribuées une « mention honorable ».

## Prix

### 2016
- Boldest move : Nalle Hukkataival
- Sport Climbing: Margo Hayes, Matty Hong
- Breakout Performance: Michaela Kiersh
- Vison: Tom Randall (grimpeur) et Pete Whittaker
- Climber of the Year: Adam Ondra
- Comeback: Alex Puccio
- Lifetime Achievement: Conrad Anker[3]
- Alpine: ?
- Competition: ?

### 2015
- Climber of the Year: Ashima Shiraishi
- Climb of the Year: The Dawn Wall
- Lifetime Achievement: Will Gadd
- Mountaineering: Nikita Balabanov and Mikhail Fomin
- Bouldering: Daniel Woods
- Trad Climbing: Mason Earle
- Big-Wall Free Climbing: Will Stanhope, Tom Egan Memorial Route, British Columbia
- Breakthrough Performance: Megan Mascarenas [4]

### 2014
- Ice Will Mayo
- Sport Joe Kinder
- Alpine : Kevin Cooper et Ryan Jennings
- Breakthrough Performance Libby Sauter
- Bouldering  Alex Puccio
- Big Wall Free : Nik Berry, Mason Earle, David Allfrey
- Competition Adam Ondra
- Community : Climb Aloha
- Lifetime Achievement Yuji Hirayama [5]

### 2013
- Climb of the Year:  La Dura Dura (5.15c) -
- Breakthrough Performance: Alex Megos
- Bouldering: Jimmy Webb
- Traditional: Hazel Findlay
- Speed: Killian Jornet
- Competition: Psicobloc Masters
- Alpine: Ueli Steck
- Community: Climbers Against Cancer
- Lifetime Achievement: Jeff Lowe[6]

### 2012
- Communauté : Le Club alpin américain
- Kids on Fire (« gamins enflammés ») : Cameron Hörst, Brooke Raboutou, Ashima Shiraishi
- Vitesse en big wall : Alex Honnold
- Alpinisme : Kyle Dempster et Hayden Kennedy
- Compétitions : Sean McColl
- Escalade sportive : Adam Ondra
- Bloc - Tomoko Ogawa
- Site d'escalade de l'année : Red River Gorge, Kentucky[7]

### 2011
- Big wall : Conrad Anker, Jimmy Chin, Renan Ozturk for Meru Shark's Fin (India)
- Trad : Dave MacLeod, The Longhope Route Direct (E11/5.14a R/X), Scotland
- Breakaway success : Sasha DiGiulian[8]
- Escalade de fissure : Tom Randall (grimpeur) et Pete Whittaker

### 2010
- Alex Honnold Endurance Rock Climbing
- Kyle Dempster Breakaway Success
- Alpine : Yashushi Okada and Katsutaka Yokoyama on Mt. Logan
- Sport climbing : Adam Ondra
- Ice : Tim Emmet & Will Gadd
- Bouldering : Daniel Woods[8]

### 2009
- Sport : Adam Ondra
- Trad :Pamela Pack
- Bouldering : Nalle Hukkataival
- Alpine : Mikhail Mikhailov et Alexander Ruchkin
- Breakaway Success Jonathan Siegrist[9]
- Big wall : Nicolas Favresse, Olivier Favresse, Stephane Hanssens, Sean Villanueva et Silvia Vidal, Baffin Island (2009) [10]